# Архиепархия Лусаки
Архиепархия Лусаки (лат. Archidioecesis Lusakensis) — архиепархия Римско-католической церкви с центром в городе Лусака, Замбия. В митрополию Лусаки входят епархии Кабве, Ливингстона, Монгу, Монзе, Ндолы, Солвези, Чипаты. Кафедральным собором архиепархии Лусаки является церковь Младенца Иисуса.

## История
14 июля 1927 года Римский папа Пий XI издал бреве «Ex hac sublimi», которым учредил апостольскую префектуру Брокен-Хилла, выделив её из апостольской префектуры Замбези (сегодня — архиепархия Хараре).
В следующие годы апостольская префектура Брокен-Хилла передала часть своей территории для возведения новых церковных структур:
- 25 мая 1936 года — апостольской префектуре Виктории-Фоллса (сегодня — епархия Ливингстона);
- 1 июля 1937 года — апостольскому викариату Луангвы (сегодня — епархия Мпики);
- 8 января 1938 года — апостольской префектуре Ндолы (сегодня — епархия Ндолы).

13 июня 1946 года апостольская префектура Брокен-Хилла была переименована в апостольскую префектуру Лусаки.
14 июля 1950 года Римский папа Пий XII издал буллу «Si sedulis», которой преобразовал апостольскую префектуру Лусаки в апостольский викариат.
25 апреля 1959 года Римский папа Иоанн XXIII издал буллу «Cum christiana fides», которой возвёл апостольский викариат Лусаки в ранг архиепархии-митрополии.
10 марта 1962 года и 29 октября 2011 года архиепархия Лусаки передала часть своей территории для создания епархий Монзе и Кабве.

## Ординарии архиепархии
- священник Бруно Вольник, S.J.[1] (17.10.1927 — 1950);
- архиепископ Адам Козловецкий, S.J. (4.06.1955 — 29.05.1969);
- архиепископ Эммануэль Милинго (29.05.1969 — 6.08.1983);
- архиепископ Адриан Мунганду (9.01.1984 — 30.11.1996);
- архиепископ Медардо Джозеф Мазомбве (30.11.1996 — 28.10.2006);
- архиепископ Телесфор Джордж Мпунду (с 28 октября 2006 года).

## Источник
- Annuario Pontificio, Libreria Editrice Vaticana, Città del Vaticano, 2003, ISBN 88-209-7422-3
- Бреве Ex hac sublimi Архивная копия от 3 марта 2013 на Wayback Machine, AAS  19 (1927), стр. 376  (лат.)
- Булла Si sedulis Архивная копия от 3 марта 2016 на Wayback Machine, AAS 43 (1951), стр. 100  (лат.)
- Булла Cum christiana fides Архивная копия от 3 марта 2013 на Wayback Machine  (лат.)